# 鄒英
鄒英（？年—？年），南直隸金坛縣人，明朝政治人物。
洪武十八年，中式乙丑科进士。官陕西按察使佥事。